# Wolf-Christian Müller
Wolf-Christian Müller (* 1972) ist ein deutscher Physiker und Hochschullehrer.

## Leben
Müller schloss 1998 das Studium der Physik an der Universität Hannover ab. Im Anschluss war er am Max-Planck-Institut für Plasmaphysik in Garching bei München tätig, wo er 2000 zum Dr. rer. nat. promoviert wurde. 2008 habilitierte er sich an der Universität Bayreuth in Theoretischer Physik.
Er arbeitete von 1998 bis 2000 als Doktorand am Max-Planck-Institut für Plasmaphysik. Von 2000 bis 2001 war er als wissenschaftlicher Mitarbeiter in der Abteilung Statistische Physik und Plasmaphysik der Université libre de Bruxelles tätig und von 2001 bis 2003 am Centre for Interdisciplinary Plasma Science, einer gemeinsamen Einrichtung des Max-Planck-Instituts für Plasmaphysik und des Max-Planck-Instituts für Extraterrestrische Physik. Von 2003 bis 2009 leitete er die Unabhängige Max-Planck-Forschungsgruppe Computer-gestützte Untersuchung der Turbulenz in magnetisierten Plasmen am Max-Planck-Institut für Plasmaphysik. 2011 nahm er den Ruf auf die Professur für Plasma-Astrophysik an der Technischen Universität Berlin an. Dort leitet er seit 2013 die Arbeitsgruppe Plasma-Astrophysik am Zentrum für Astronomie und Astrophysik, dessen stellvertretender Direktor er seit 2013 ist.
Von 2007 bis 2013 war Müller als Vertreter des Max-Planck-Instituts für Plasmaphysik Mitglied und Projektleiter des Exzellenzclusters Ursprung und Struktur des Universums und von 2008 bis 2010 gemeinsam mit Manfred Schüssler Projektleiter einer Forschungsinitiative des Max-Planck-Instituts für Sonnensystemforschung und des Max-Planck-Instituts für Plasmaphysik. Von 2011 bis 2017 war er gemeinsam mit James Stone Projektleiter und Mitglied des Lenkungsausschusses des Max-Planck-Princeton Center for Fusion and Astro Plasma Physics.
Seit 2020 ist er Sprecher des durch die Deutsche Forschungsgemeinschaft (DFG) geförderten Graduiertenkollegs 2433: Differentialgleichungs- und Daten-basierte Modelle in den Lebenswissenschaften und der Fluiddynamik (DAEDALUS).
Forschungsschwerpunkte Müllers sind die nichtlineare Dynamik komplexer Strömungen in elektrisch weitestgehend neutralen Medien und elektrisch-leitfähigen von Magnetfeldern beeinflussten Substanzen, sogenannten Plasmen. Sein Hauptaugenmerk liegt dabei auf der Theorie des Phänomens Turbulenz. Müller befasst sich weiterhin mit der Entwicklung und Anwendung numerischer Algorithmen für parallele Großrechnersysteme.